# Condado de Lyon (Kentucky)
El condado de Lyon (en inglés: Lyon County), fundado en 1854, es uno de 120 condados del estado estadounidense de Kentucky. En el año 2000, el condado tenía una población de 8,080 habitantes y una densidad poblacional de 15 personas por km². La sede del condado es Eddyville.

## Geografía
Según la Oficina del Censo, el condado tiene un área total de 663 km² (256 mi²), de la cual 559 km² (215,8 mi²) es tierra y 106 km² (40,9 mi²) (15.88%) es agua.

### Condados adyacentes
- Condado de Crittenden (norte)
- Condado de Caldwell (este)
- Condado de Trigg (sur)
- Condado de Marshall (suroeste)
- Condado de Livingston (noroeste)

## Demografía
Según la Oficina del Censo en 2000, los ingresos medios por hogar en el condado eran de $31,694, y los ingresos medios por familia eran $39,940. Los hombres tenían unos ingresos medios de $36,034 frente a los $21,806 para las mujeres. La renta per cápita para el condado era de $16,016. Alrededor del 12.70% de la población estaban por debajo del umbral de pobreza.

## Localidades
- Eddyville
- Kuttawa